# Постельс, Фёдор Александрович
Фёдор (Фридрих Христиан) Александрович Постельс (1832―1892) ― русский педагог, профессор, директор Санкт-Петербургского Лесного института (в 1874—1881); действительный статский советник.

## Биография
Родился 10 (22) августа 1832 года в семье Александра Филипповича Постельса. В 1849 году окончил 2-ю Санкт-Петербургскую гимназию и поступил в Императорский Санкт-Петербургский университет, физико-математический факультет которого окончил кандидатом в 1854 году. С этого времени всю свою жизнь Ф. А. Постельс посвятил педагогической деятельности.
Сначала работал преподавателем математики в 4-й (Ларинской) Санкт-Петербургской гимназии (с 1857 по 1867), затем был инспектором Санкт-Петербургских гимназий — сначала Ларинской, с 1869 года — в Шестой, а с 10 июня 1871 года — во Второй, где раньше он сам получал среднее образование. 
В 1874 году Постельс был приглашён министром государственных имуществ графом П. А. Валуевым на должность директора Санкт-Петербургского Лесного института. Проведя большую часть жизни в качестве воспитателя в средних учебных заведениях, Постельс, став директором высшего учебного заведения, сразу оказался лицом к лицу с иными требованиями (к тому же специалистом в области лесоводства он не был), однако его педагогический опыт помог ему освоиться на новом месте и заслужить симпатию со стороны студентов. В 1871 году он был награждён орденом Св. Станислава 2-й ст. с императорской короной, в 1873 году — орденом Св. Анны 2-й степени.
В 1881 году из-за болезни он вышел в отставку в чине действительного статского советника, который получил 27 марта 1877 года. После некоторого улучшения здоровья снова вернулся к работе и принял обязанности инспектора в частной мужской гимназии Карла Мая, где проработал до конца своих лет. 
Скончался 7 (19) июня 1894 года и был похоронен на Смоленском лютеранском кладбище.

## Семья
В 1860 году женился на Annette Sophie Iversen (?—1908). 
Их сын  Фёдор Фёдорович Постельс (1873—1960), архитектор.